# Gran Premio motociclistico della Germania Est 1966
Il Gran Premio motociclistico della Germania Est fu il sesto appuntamento del motomondiale 1966.
Si svolse l'17 luglio 1966 presso il Sachsenring. Quattro le classi in programma (125, 250, 350 e 500).
In 500 Giacomo Agostini, dominatore della gara dopo il ritiro di Mike Hailwood, cadde all'ultimo giro lasciando la vittoria al cecoslovacco František Šťastný. "Ago" si rifece in 350, doppiando tutti gli altri piloti, con Hailwood ancora ritirato.
"Mike the bike" vinse la gara della 250, lasciando il secondo (Phil Read su Yamaha) a oltre un minuto. In 125, seconda vittoria stagionale per Luigi Taveri e la Honda 5 cilindri.

## Classe 500

### Arrivati al traguardo
| Pos. | Pilota            | Moto      | Tempo        | Punti |
| ---- | ----------------- | --------- | ------------ | ----- |
| 1    | František Šťastný | Jawa-ČZ   | 1h 01' 45" 5 | 8     |
| 2    | Jack Findlay      | Matchless | +18" 4       | 6     |
| 3    | Jack Ahearn       | Norton    | +1' 22" 7    | 4     |
| 4    | Ron Chandler      | Matchless | +1' 23" 7    | 3     |
| 5    | Gyula Marsovszky  | Matchless | +1' 36" 4    | 2     |
| 6    | John Dodds        | Norton    | +1' 36" 8    | 1     |
| 7    | Joe Dunphy        | Norton    |              |       |
| 8    | Dan Shorey        | Norton    |              |       |
| 9    | Billie Nelson     | Norton    |              |       |
| 10   | Agne Carlsson     | Matchless |              |       |
| 11   | György Kurucz     | Norton    |              |       |
| 12   | Dave Lloyd        | Norton    |              |       |
| 13   | Jack Saunders     | Matchless |              |       |
| 14   | Gustav Havel      | Jawa-ČZ   |              |       |

### Ritirati
| Pilota            | Moto      | Motivo ritiro      |
| ----------------- | --------- | ------------------ |
| Fred Stevens      | Paton     |                    |
| Eric Hinton       | Norton    |                    |
| Pentti Lehtelä    | Norton    |                    |
| Eduard Lenz       | Matchless |                    |
| Kelvin Carruthers | Norton    |                    |
| Ian Burne         | Norton    |                    |
| Lars Skjelfoss    | Matchless |                    |
| John Mawby        | Norton    |                    |
| Ernst Weiss       | Norton    |                    |
| Mike Hailwood     | Honda     | rottura del motore |
| Malcolm Stanton   | Norton    |                    |
| Guy Cooremans     | Norton    |                    |
| Len Atlee         | Norton    |                    |
| Lewis Young       | Matchless |                    |
| Giacomo Agostini  | MV Agusta | caduta             |
| Bosse Granath     | Matchless |                    |
| Stuart Morin      | Norton    |                    |
| Philippe Canoui   | Matchless |                    |
| Stuart Graham     | Matchless |                    |

## Classe 350

### Arrivati al traguardo
| Pos. | Pilota            | Moto      | Tempo     | Punti |
| ---- | ----------------- | --------- | --------- | ----- |
| 1    | Giacomo Agostini  | MV Agusta | 55' 28" 8 | 8     |
| 2    | František Šťastný | Jawa-ČZ   | +1 giro   | 6     |
| 3    | Gustav Havel      | Jawa-ČZ   | +1 giro   | 4     |
| 4    | Renzo Pasolini    | Aermacchi | +1 giro   | 3     |
| 5    | Alberto Pagani    | Aermacchi | +1 giro   | 2     |
| 6    | Jack Ahearn       | Norton    | +1 giro   | 1     |

## Classe 250

### Arrivati al traguardo
| Pos. | Pilota            | Moto   | Tempo     | Punti |
| ---- | ----------------- | ------ | --------- | ----- |
| 1    | Mike Hailwood     | Honda  | 46' 23" 8 | 8     |
| 2    | Phil Read         | Yamaha | +1' 04" 3 | 6     |
| 3    | Mike Duff         | Yamaha | +1' 58" 1 | 4     |
| 4    | Stuart Graham     | Honda  | +2' 24" 7 | 3     |
| 5    | Heinz Rosner      | MZ     |           | 2     |
| 6    | František Šťastný | Jawa   |           | 1     |

## Classe 125

### Arrivati al traguardo
| Pos. | Pilota           | Moto   | Tempo     | Punti |
| ---- | ---------------- | ------ | --------- | ----- |
| 1    | Luigi Taveri     | Honda  | 39' 54"   | 8     |
| 2    | Yoshimi Katayama | Suzuki | +12" 9    | 6     |
| 3    | Bill Ivy         | Yamaha | +46" 9    | 4     |
| 4    | Phil Read        | Yamaha |           | 3     |
| 5    | Frank Perris     | Suzuki | +1' 04" 4 | 2     |
| 6    | Ralph Bryans     | Honda  |           | 1     |

## Fonti e bibliografia
- Corriere dello Sport, 18 luglio 1966, pag. 12.
- Risultati della 500 su autosport.com, su autosport.com.